# Dalla pelle al cuore
Dalla pelle al cuore, uscito il 16 novembre 2007, è il sedicesimo album del cantautore italiano Antonello Venditti.

## Descrizione
Il primo singolo estratto, Dalla pelle al cuore, è stato reso disponibile per il download digitale dal 12 ottobre, su ITunes Store.
L'album conta due ospiti d'eccezione: Gato Barbieri al sax e Carlo Verdone alla batteria. Il cantante romano ha presentato il disco in molte trasmissioni televisive, tra cui Che tempo che fa, Il treno dei desideri e Scalo 76.
È stato dedicato ai suoi genitori, in particolar modo alla madre Wanda Sicardi Venditti, morta nell'estate 2007.
Il videoclip della canzone Indimenticabile è stato girato nel quartiere romano dell'EUR. Ha per protagonisti alcuni ragazzi che durante la notte si divertono in un Lunapark.
Nel video appare anche l'immagine dello stesso cantautore Antonello Venditti. Il disco ha venduto più di 250 000 copie.
Da ricordare la canzone Tradimento e perdono, dedicata ad Agostino Di Bartolomei, ex capitano della A.S. Roma, amico di Venditti, che si tolse la vita sparandosi un colpo di pistola al cuore il 30 maggio 1994. Sempre in questa canzone vengono ricordati anche Luigi Tenco e Marco Pantani.
Altro pezzo molto importante, che Venditti ha definito il cuore del disco è Giuda: ...ora sono qui, ultimo tra gli uomini a portare ancora tutte le spine della tua corona. Perdonando me liberi anche te dalla solitudine.

## Edizioni
Il disco esce in 4 edizioni differenti:
- Dalla pelle al cuore (CD), pubblicato il 16 novembre 2007
- Dalla pelle al cuore (Digipack), pubblicato il 16 novembre 2007
- Dalla pelle al cuore (Disc Box Sliders) (CD), pubblicato il 30 maggio 2008
- Dalla pelle al cuore (Special Christmas Edition) (CD Audio+DVD Video), pubblicata il 14 novembre 2008

Il DVD contiene un corto formato dai video di 3 canzoni: Dalla pelle al cuore, Regali di Natale e Scatole vuote. Interpretato dal figlio del cantautore Francesco Saverio Venditti, Giulia Elettra Gorietti e Benedetta Valanzano. Antonello Venditti appare solo alla fine del video dell'ultima canzone, Scatole vuote.
- Regia Gaetano Morbioli
- Assistente alla regia Peter Facchetti
- Fotografia Gaetano Morbioli
- Montaggio Riccardo Guernieri
- Direttore di produzione Andreina Lovatelli
- Assistente di produzione Patrizia dall'Aggine
- Capo macchinista Rosario Tesauro
- Aiuto macchinista Mathew Da Vià
- Scenografo Ermes Archetti
- Truccatrice Alessandra Saliani

## Tracce
1. Dalla pelle al cuore (Antonello Venditti-Andrea Guerra) – 4:18
2. Piove su Roma (Antonello Venditti-Carlo Fadini) – 5:22
3. Scatole vuote (Antonello Venditti-Alessandro Canini) – 3:39
4. Indimenticabile! (Antonello Venditti-Maurizio Fabrizio) – 4:53
5. Giuda (Antonello Venditti-Maurizio Fabrizio) – 4:55
6. Tradimento e perdono (Antonello Venditti) – 3:55
7. La mia religione (Antonello Venditti) – 4:04
8. Regali di Natale (Antonello Venditti-Carlo Fadini) – 4:08
9. Comunisti al Sole (Antonello Venditti-Antonio Giampaoli) – 4:22

## Formazione
- Antonello Venditti – voce
- Fabio Pignatelli – basso e chitarra, pianoforte e tastiera
- Alfredo Golino, Carlo Verdone – batteria
- Danilo Cherni, Bruno Zucchetti, Marco Colucci, Alessandro Centofanti – pianoforte e tastiera
- Giovanni Di Caprio, Mario Schilirò, Marco Rinalduzzi, Maurizio Perfetto, Toti Panzanelli – chitarra
- Carlo Fadini – tastiera, pianoforte e chitarra
- Alessandro Canini – batteria, chitarra e sequencer
- Amedeo Bianchi, Gato Barbieri – sax
- Sandy Chambers, Julia st. Louis – cori

## Singoli
- Dalla pelle al cuore
- Indimenticabile
- Comunisti al sole
- Regali di Natale
- Scatole vuote

## Classifiche

### Classifiche settimanali
| Classifica (2007) | Posizione massima |
| ----------------- | ----------------- |
| Italia            | 3                 |
| Svizzera          | 60                |

### Classifiche di fine anno
| Classifica (2007) | Posizione |
| ----------------- | --------- |
| Italia            | 16        |
| Classifica (2008) | Posizione |
| Italia            | 20        |